# Charles Davenport

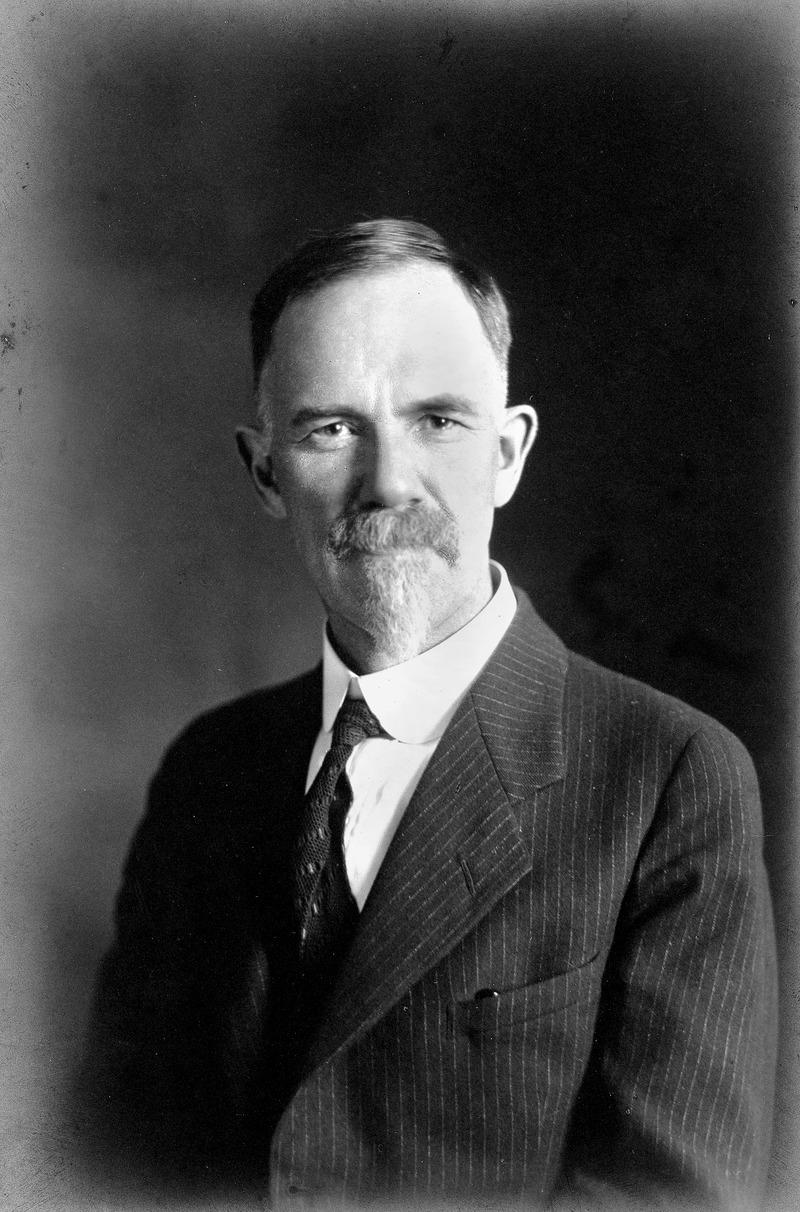
Charles Davenport um das Jahr 1929

Charles Benedict Davenport (* 1. Juni 1866 in Stamford, Connecticut; † 18. Februar 1944) war ein US-amerikanischer Biologe und Eugeniker.

## Leben
Charles Davenport war Absolvent der Harvard University. 1898 wurde er Direktor des Cold Spring Harbor Laboratory in New York City, wo er 1910 ein Institut für Eugenik namens Eugenics Record Office eröffnete, das bis zu seiner Schließung im Jahre 1939 für staatlich erzwungene Sterilisierung eintrat. Als ein Ergebnis seiner Forschungen propagierte er die Deportation aller amerikanischen Schwarzen mit dem Ziel, einer „Rassenvermischung“ zuvorzukommen, und arbeitete auch mit führenden Nationalsozialisten zusammen. Davenport war Mitwirkender bei der ab 1935 von Günther Just und Karl Heinrich Bauer herausgegebenen Zeitschrift für menschliche Vererbungs- und Konstitutionslehre. 1939 schrieb er einen Beitrag für die Festschrift für den deutschen Anthropologen Otto Reche, der sich im Laufe des Zweiten Weltkrieges für die vorgängige „Säuberung“ der eroberten Gebiete in der Sowjetunion von allen Einheimischen einsetzte. 1944 starb Davenport an einer Lungenentzündung.
1895 wurde er in die American Academy of Arts and Sciences und 1912 in die National Academy of Sciences gewählt. Die Académie royale des Sciences, des Lettres et des Beaux-Arts de Belgique nahm ihn 1919 als assoziiertes Mitglied auf. Im Jahr 1932 wurde er zum Mitglied der Leopoldina gewählt. 1928 wurde Davenport als Nachfolger von Leonard Darwin zum Präsidenten der International Federation of Eugenic Organizations gewählt; 1932 folgte ihm Ernst Rüdin.